# Slavětín u Litovle
Slavětín (deutsch Slawietin) ist eine Gemeinde in Tschechien. Sie liegt neun Kilometer südwestlich von Litovel und gehört zum Okres Olomouc.

## Geographie
Slavětín befindet sich im Norden des Drahaner Berglandes am Rande des Busauer Waldes. Das Dorf erstreckt sich in Nord-Süd-Richtung quer durch die Talmulde des Baches Hradečka, der westlich von Slavětín entspringt. Nordöstlich erhebt sich die Šumina (417 m), im Osten die Dřínová (403 m), südlich der Dubový vrch (502 m) sowie nordwestlich der Holý kopec (511 m) und die Kamenice (489 m).
Nachbarorte sind Pateřín im Norden, Hradečná, Měrotín, Na Pindě und Nová Ves im Nordosten, Savín im Osten, Cholina, Loučka und Bílsko im Südosten, Vilémov, Polomí und Luká im Süden, Ješovský Dvůr und Ješov im Südwesten, Veselíčko, Javoříčko und Střemeníčko im Westen sowie Hvozdečko und Kovářov im Nordwesten.

## Geschichte
Slavětín ist ein altes slawisches Dorf. Als sein Gründer wird der königliche Jäger und Bedienstete am Olmützer Hof, Slawata, angesehen, der zwischen 1208 und 1232 nachweisbar ist. Zu dieser Zeit war die Gegend landesherrlicher Besitz und gehörte zu den Pfründen der königlichen Jäger. Am nördlichen Ausgang war der Ort durch ein Tor gesichert, daran erinnert heute noch der Flurname Zábrančí für die davor liegenden Grundstücke.
Die erste schriftliche Erwähnung von Zlauatin erfolgte 1260 in einer Urkunde des Olmützer Kastellans Ägidius von Schwabenitz auf Aussee, auf der auch Jakub de Zlauatina als Zeuge zeichnete. Im Jahre 1275 war Vítek de Slawetyn Jäger in Aussee. 1359 erwarb Bohuš Slavoňovský von Řimice Slaweczyn. Ihm folgte 1368 seine Tochter Kateřina verheiratete von Schönwald. Ab 1384 bildete Slavětín zusammen mit Bílá Lhota und Šumvald eine gemeinsame Herrschaft. Zu den weiteren Besitzern gehörte Vítek von Lhota, der das Dorf Slawyetyn mit dem Pachtgericht (zákupní rychta) 1407 seiner Frau Eliška von Kokor als Morgengabe überschrieb. Diese führte mit Artleb von Náměšt einen langen Streit wegen einer ihrem verstorbenen Mann zustehenden Schuld. Zusammen mit den Lhotaer Gütern fiel Slavětín nach dem Tode ihres Stiefsohnes Ješek von Lhota an die Krone heim, die den Besitz Karl von Wlaschim überließ. Nachfolgende Besitzer waren Ješek von Chýlec und Erazim von Slavíkovice. Letzterer erwarb 1466 auch das Víšek von Střítež gehörige Drittel von Slawietin. 1592 erwarb Bernard Prakšický von Zástřizl das bis dahin zur Herrschaft Bílá Lhota gehörige Dorf und schlug es seiner Herrschaft Haňovice zu. Nach der Schlacht am Weißen Berg wurde sein Besitz konfisziert und die Herrschaft Haňovice 1622 dem Olmützer Domkapitel übereignet. Weitere Namensformen waren Slavětín (ab 1481), Schlapetin (1604), Lobetein (1676) und Lobetin, Slavietinium (1771). Im Haniowitzer Urbar von 1686 sind für Slavětín sieben Bauern und drei Chalupner ausgewiesen. Das älteste Ortssiegel stammt von 1726; es zeigt – umgeben von einem Lorbeerkranz – einen Sämann und trägt die Umschrift PECET DIEDINY SLAWIETINA. Im Jahre 1790 bestand das Dorf aus 19 Häusern und hatte 157 Einwohner. Nach dem Bau der Straße zwischen Litovel und Konice bildete sich entlang der Straße die Chaluppensiedlung Strykov, die ursprünglich Vystrkov genannt wurde. 1834 lebten in den 38 Häusern von Slavětín 262 Personen. Bis zur Mitte des 19. Jahrhunderts gehörte Slavětín immer zu den Olmützer Kapitulargütern.
Nach der Aufhebung der Patrimonialherrschaften bildete Slavětín/Slawietin ab 1850 eine Gemeinde in der Bezirkshauptmannschaft Littau. Die Dorfschule wurde 1876 errichtet. 1880 entstand in Slavětín ein Postamt für die Dörfer Slavětín, Nová Ves, Měrotín, Savín, Hradečná, Kovářov, Ješov und Luká. Die Freiwillige Feuerwehr bildete sich 1892. Slavětín bestand im Jahre 1900 aus 59 Häusern und hatte 367 Einwohner. Im Jahre 1911 nahm die Schule den zweiklassigen Unterricht auf.
Nach der Auflösung des Okres Litovel kam die Gemeinde 1961 zum Okres Olomouc, zugleich wurde Ješov eingemeindet. 1980 erfolgte die Eingemeindung von Slavětín und Ješov nach Luká. Mit Beginn des Jahres 1991 löste sich Slavětín wieder von Luká los und bildete eine eigene Gemeinde. Katholischer Pfarrort ist Měrotín.

## Gemeindegliederung
Für die Gemeinde Slavětín sind keine Ortsteile ausgewiesen.

## Sehenswürdigkeiten
- Tropfsteinhöhle Javoříčská jeskyně
- Kapelle der hll. Kyrill und Method, der wuchtige sechseckige Bau mit Kuppeldach wurde zwischen 1887 und 1887 an der Straße nach Konice durch die Familie Mathon erbaut.
- Gedenkstein für die Opfer beider Weltkriege, vor dem Kindergarten, errichtet in den 1930er Jahren
- Steinkreuz am Gemeindeamt, errichtet 1906
- Haus Nr. 1 mit Arkaden

## Söhne und Töchter der Gemeinde
- František Mathon (1828–1893), Direktor der Kommunal-Oberrealschule Brünn, Reichs- und Landtagsabgeordneter und von 1863 bis 1868 Vorsitzender der Matice moravská
- Johannes Placidus Mathon (1841–1888), Benediktiner im Kloster Rajhrad und Leiter der Brünner Klosterdruckerei, Redakteur und Übersetzer
- Václav Alois Čikl (1900–1942), Erzpriester der orthodoxen Kathedrale St. Cyrill und Method. Er wurde am 5. September 1942 im Zuge der Heydrichiade zusammen mit dem Bischof Gorazd und dem Kirchenratsvorsitzenden Jan Sonnewend hingerichtet.